# Woodruff (Utah)
Woodruff es un pueblo ubicado en el condado de Rich en el estado estadounidense de Utah. En el año 2000 tenía una población de 194 habitantes. 

## Geografía
Woodruff se encuentra ubicado en las coordenadas 41°31′22″N 111°9′41″O / 41.52278, -111.16139. Según la Oficina del Censo, la localidad tiene un área total de 1,4 km² (0,5 mi²), de la cual toda es tierra.

## Demografía
Según la Oficina del Censo en 2000, había 194 personas residentes en el lugar, 100% de los cuales eran personas de raza blanca. Los ingresos medios por hogar en la localidad eran de $43,000, y los ingresos medios por familia eran $42,750. Los hombres tenían unos ingresos medios de $38,333 frente a los $16,875 para las mujeres. La renta per cápita para la localidad era de $13,976. Alrededor del 18.7% de la población estaban por debajo del umbral de pobreza.